# Stier van Osborne

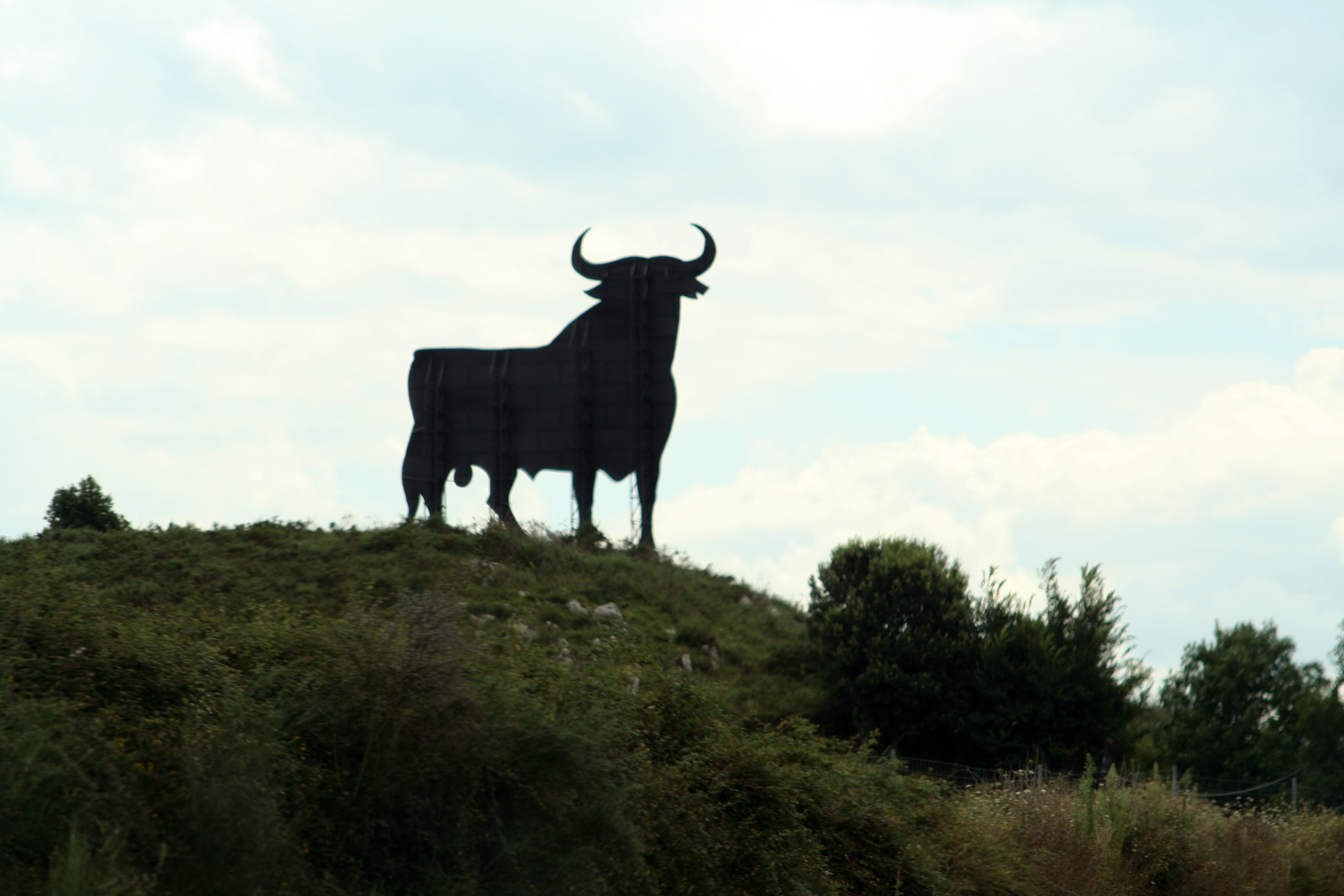
Stier van Osborne dicht bij Llanes, Asturië.

De stier van Osborne (Spaans: Toro de Osborne) is een bord met het silhouet van een stier van circa 14 meter hoog, oorspronkelijk bedoeld als reclamebord voor Veterano cognac uit Jerez gemaakt door de Osborne groep, een producent van gedistilleerde dranken.
De reclameborden staan verdeeld over heel Spanje, meestal langs wegen over bergruggen om de horizon te breken en beter zichtbaar te zijn tegen de lucht. Het doel van de borden was aanvankelijk reclame voor het merk maar in de loop der tijd zijn ze geworden tot een symbool van de Spaanse cultuur.
Soortgelijke borden, ook geplaatst door de Osborne groep, maar gewoonlijk met de opdruk "Brandy Magno" staan langs wegen in Mexico.

## Geschiedenis

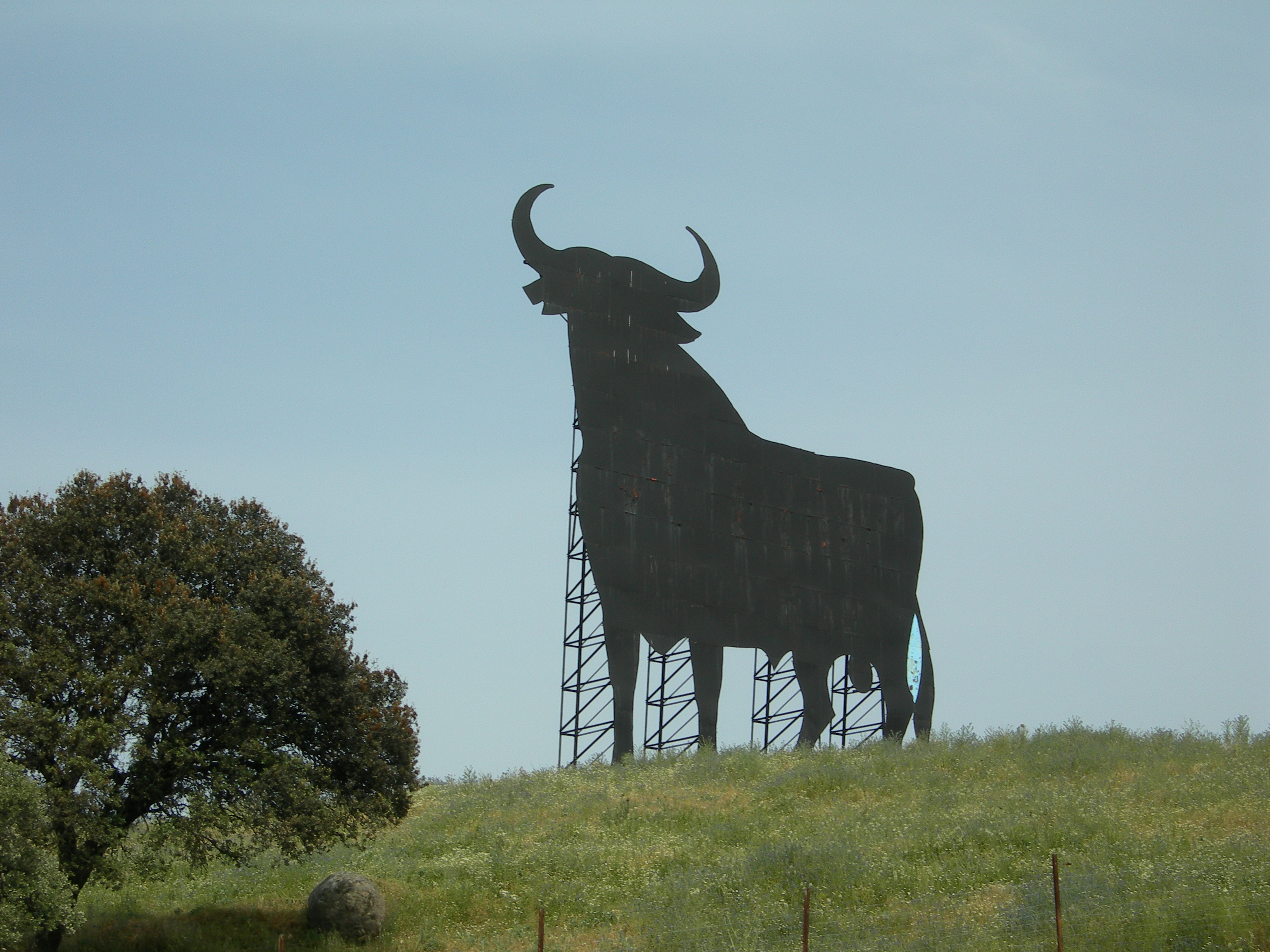
Stier van Osborne in Santa Elena, Jaén.

- 1956: het reclamebureau Azor maakt in opdracht van Osborne een ontwerp voor Veterano cognac op reclameborden langs wegen. De ontwerper Manolo Prieto van dit bureau stelt voor het silhouet van een vechtstier te nemen.
- 1958: in november wordt gestart met de eerste borden, gemaakt van hout. Ze zijn 4 m hoog met de hoorns wit geschilderd en een bord er bij met de naam van de drank.
- 1961: doordat de houten borden niet bestand bleken tegen het weer, ging men over tot het plaatsen van borden van staalplaat. De borden werden vergroot tot 7 m hoog.
- 1962: door een wijziging van de normen voor reclameborden langs de weg, worden de borden nu 14 m hoog.
- 1988: in juli eist de algemene Spaanse verkeerswet dat alle reclame-uitingen zichtbaar vanaf rijkswegen worden verwijderd. Veel borden worden hierop verwijderd.
- 1994: in september eist het Spaanse wegenbesluit dat alle stieren van Osborne worden verwijderd. Veel gemeenten, dorpen, culturele organisaties, kunstenaars, politici en journalisten spreken zich uit vóór het handhaven van de borden. De Junta de Andalucía vraagt om een inventarisatie als "cultureel erfgoed" en de Comunidad Foral de Navarra beroept zich op gewoonterecht om de stieren op hun gebied te behouden.
- 1997: in december spreekt de Spaanse Hoge Raad zich uit vóór het handhaven van de borden op grond van "esthetisch of cultureel belang" wat men aan de borden heeft toegekend.
- vanaf 1998: de 'stier van Osborne' blijft een commercieel symbool. Hoewel het geen officiële uiting is van de Spaanse identiteit, wordt de stier in El Bruc, Catalonië door de Catalaanse nationalistische beweging geboycot en afgebroken[1]. Catalaanse nationalisten stellen alternativen voor zoals de kat en de Catalaanse ezel als eigen symbool.[2]
- 2007: in augustus wordt de laatste stier in Catalonië afgebroken door een onafhankelijkheidsgroep, de "La Bandera Negra" ook "Santa Germandat Catalana" genoemd (De zwarte vlag of ook de Heilige Catalaanse broederschap).[3] De stier was net weer opgericht, negen jaar na een vorige afbraak.
- 2008: eind mei komt één stier weer terug op de heuvels langs de Catalaanse wegen. Een groep van liefhebbers van deze reclame-uiting richtten de tot nu toe enige stier weer op.[4]
- 2008: de Toro de Osborne in Abavides, in Galicië, wordt oranje geschilderd als reactie tegen wat gezien wordt als een Castiliaans symbool.[5]
- 2009: in januari wordt de stier aan de N-332 bij Tavernes de la Valldigna (València) vernield door harde wind van ca. 110 km/u. De resten van het bord zijn zichtbaar vanaf de AP-7. In oktober is de stier weer hersteld.
- 2009: op 24 februari wordt voor de 4de keer de stier bij El Bruc door activisten vernield.[6] In 2014 bleken zelfs de laatste resten definitief verwijderd.[7]
- 2009: In februari wordt de stier bij Villajoyosa, (Alicante) vernield door harde wind. De gemeente Villajoyosa heeft verzocht dit toeristische herkenningspunt te herstellen.
- 2016: in Avià wordt de “Koe van Capolat” (la vaca de Capolat), een sculptuur van Manel Arisó, die duidelijk door de stier van Osborne geïnspireerd is, ingewijd, als monument tegen de stierengevechten.[8]
- 2017: Het Spaanse hooggerechtshof beslist dat de stier geen officieel Spaans symbool is en dat commerciële merken zoals Osborne of Badtoro het mogen gebruiken.[9]

## Verspreiding

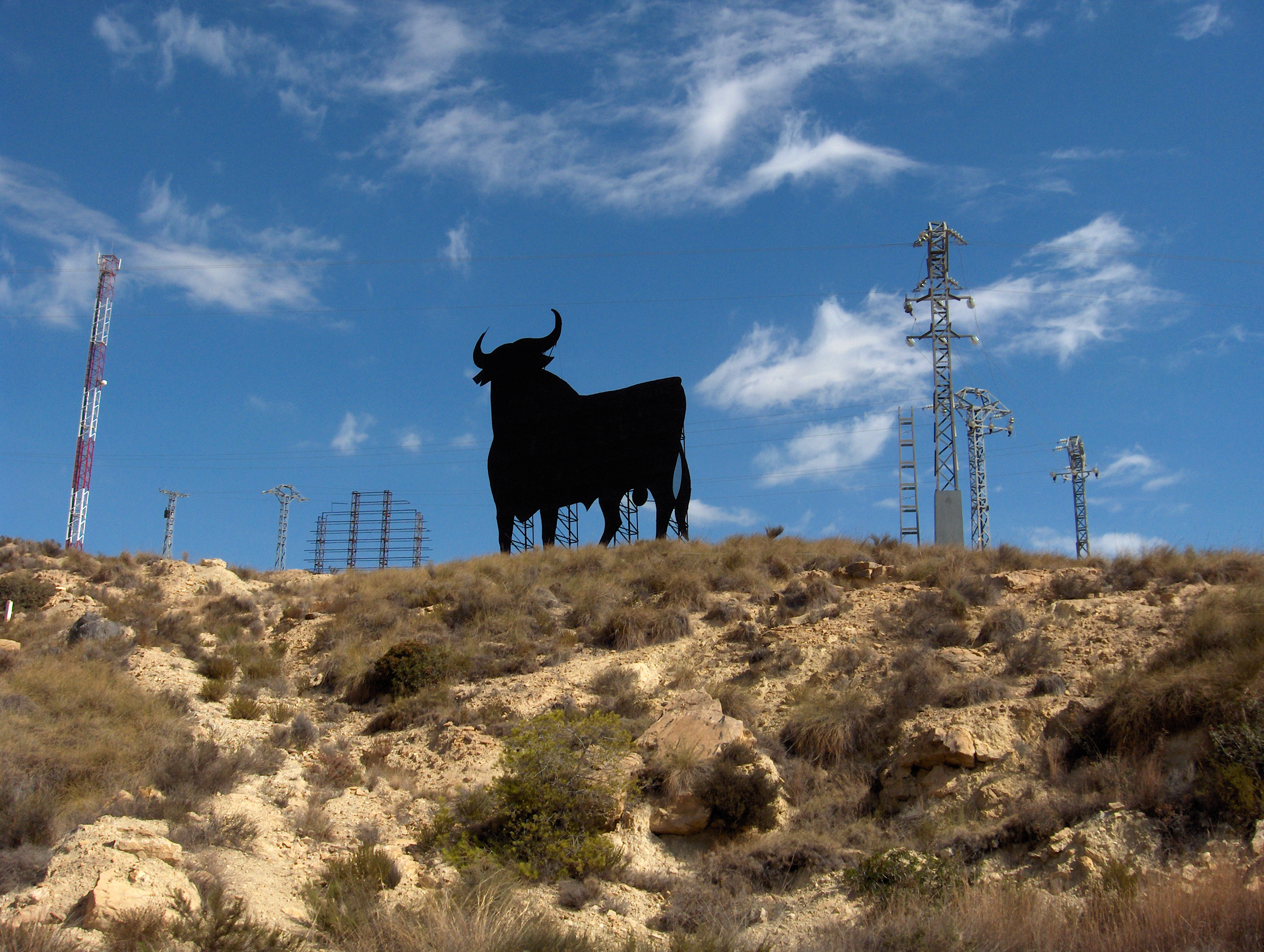
Een van de 7 stieren in Alicante.

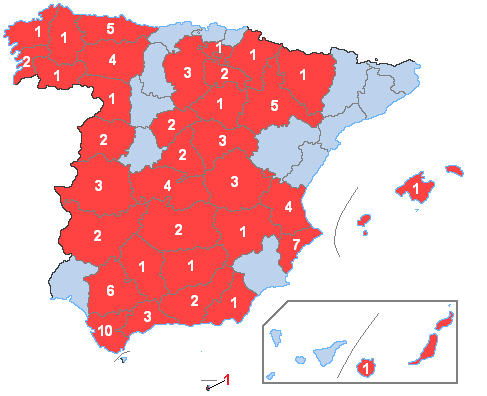
Aantal stieren per provincie.

Er staan nog ongeveer negentig stieren onregelmatig verdeeld over Spanje. Er is een hoge concentratie in de Marco de Jerez, het sherrygebied rond Jerez de la Frontera, in de provincies Cádiz en Sevilla. De rest is willekeurig over Spanje verspreid. In de volgende tabel is de verspreiding aangegeven:
| Regio               | Aantal | Regio                | Aantal |
| ------------------- | ------ | -------------------- | ------ |
| Andalusië           | 24     | Extremadura          | 5      |
| Aragón              | 6      | Galicië              | 5      |
| Asturië             | 5      | Madrid               | 2      |
| Balearen            | 1      | Navarra              | 1      |
| Canarische Eilanden | 1      | La Rioja             | 2      |
| Castilla-La Mancha  | 13     | Comunidad Valenciana | 11     |
| Castilië en León    | 14     | Baskenland           | 1      |
| Catalonië           | 0      | Melilla              | 1      |
|                     |        | Totaal               | 92     |

## Folklore
De afbeelding van de stier van Osborne komt steeds weer terug in het dagelijks leven: als sticker achter op auto's, op souvenirs (shirts, petjes, sleutelhangers, asbakken, tegels, onderzetters etc.), als het wapen op de Spaanse vlag en soms op de uniformen van Spaanse soldaten op sportevenementen en internationale missies.

## Industrieel en intellectueel eigendom
Omdat de stier een commercieel logo is, kan niemand behalve de Osborne groep het merk gebruiken zonder hun toestemming.
In september 2005 sprak een rechter in Sevilla verschillende handelaren vrij van onwettig gebruik van het beeldmerk op geschenkartikelen voor "mensen die in de figuur van de stier een nationaal symbool zien en niet een concreet beeldmerk van een bedrijf". Niettemin, een hogere rechter in Sevilla draaide op 1 januari 2006 de uitspraak terug en veroordeelde de handelaren alsnog, met de toelichting dat de culturele en symbolische waarde die de stier ongetwijfeld heeft, dit niet impliceert dat de rechten van Osborne op het beeldmerk worden tenietgedaan.
Verschillende eerdere en latere gerechtelijke uitspraken dan de genoemde, bevestigen de rechten van de Osborne groep op 'de stier'.

## De "koe van Osborne"
Tussen 8 en 11 mei 2005 veranderde Javier Figueredo, een jonge kunstenaar uit Cáceres, samen met drie andere onbekende personen, het reclamebord van de stier langs de N-630 dicht bij Casar de Cáceres, in een Zwitserse koe. Ze schilderden een paar witte vlekken op het traditioneel zwarte bord en ze maakten er met schroeven en klinknagels uiers aan in een roze kleur.
Javier Figueredo vond de 'Koe van Osborne' een artistieke noodzaak voor een groter cultureel belang van Extremadura, om de kandidatuur van Cáceres als culturele hoofdstad van Europa 2016 te versterken en om de aandacht te vestigen op sociale problemen als huiselijk geweld en seksediscriminatie. Figueredo werd op 20 mei 2005 aangehouden door de Guardia Civil van Casar de Cáceres als verdachte dader van het schilderwerk. Aanvankelijk werd zes dagen dienstverlening geëist voor de veranderingen aan de stier. Uiteindelijk bleef het bij twee dagen huisarrest, opgelegd door een rechter in Cáceres.